# Thomas-Gilles Asselin
Pour les articles homonymes, voir Asselin.
Thomas-Gilles Asselin, né à Vire le 21 décembre 1684 et mort à Issy-les-Moulineaux le 11 octobre 1767, est un poète français.

## Biographie
Fils d’un maître apothicaire, Asselin fit ses études à Paris et fut, dès sa jeunesse, distingué par Thomas Corneille, qui encouragea ses premiers essais poétiques. En 1701, encore étudiant, Asselin remporta le prix de la ballade au palinod de Caen. Il ne fut pas couronné moins de cinq fois en trois ans aux Jeux floraux, la première fois en 1710, pour un poème sur la Vérité, en 1711, pour un poème sur l’état de l’Homme, et surtout pour une idylle assez touchante sur la mort de Palèmon, et, en 1713, deux fois également pour une ode sur le mépris de la fortune et pour une Épître au roi Louis XIV. Il avait obtenu, en 1709, le prix de poésie de l’Académie française, pour une ode sur le roi Louis XIV protecteur des beaux-arts au milieu de la guerre. 
Ce docteur en Sorbonne connu des lettrés de son temps par ces succès poétiques fut ensuite nommé proviseur du collège d'Harcourt. Il consacra, dès lors, tous ses moments à ses nombreux élèves, donna une nouvelle activité aux études, et fit des reformes utiles. Il mourut à Issy, où il s’était retiré, à l’âge de 85 ans, n’ayant reçu la prêtrise qu’à l’âge de soixante-dix ans.
On lui a reproché une versification lâche et un style manquant de force et de couleurs. Il était également l’ami de La Motte-Houdar. Ses Œuvres poétiques, suivies d’un Discours pour disposer les déistes à l’examen de la vérité, ont été imprimées à Paris, en 1725, 1 vol. in-8°.